# Stadionul Vicente Calderón
Stadionul Vicente Calderón (spaniolă Estadio Vicente Calderón pronunție în spaniolă [esˈtaðjo βiˈθente kaldeˈɾon]) a fost stadionul de casă al clubului de fotbal din La Liga, Atlético Madrid și este situat în districtul Arganzuela din capitala Spaniei, Madrid. Inițial stadionul se numea Stadionul Manzanares (spaniolă Estadio Manzanares pronunție în spaniolă [esˈtaðjo manθaˈnaɾes]), dar ulterior i-a fost schimbată denumirea în Stadionul Vicente Calderón, în cinstea faimosului președinte al lui Atlético. Scaunele din tribune erau colorate în dungi albe și roșii, culorile tradiționale ale lui Atlético. Stadionul e situat în centrul Madridului, pe malul râului Manzanares.

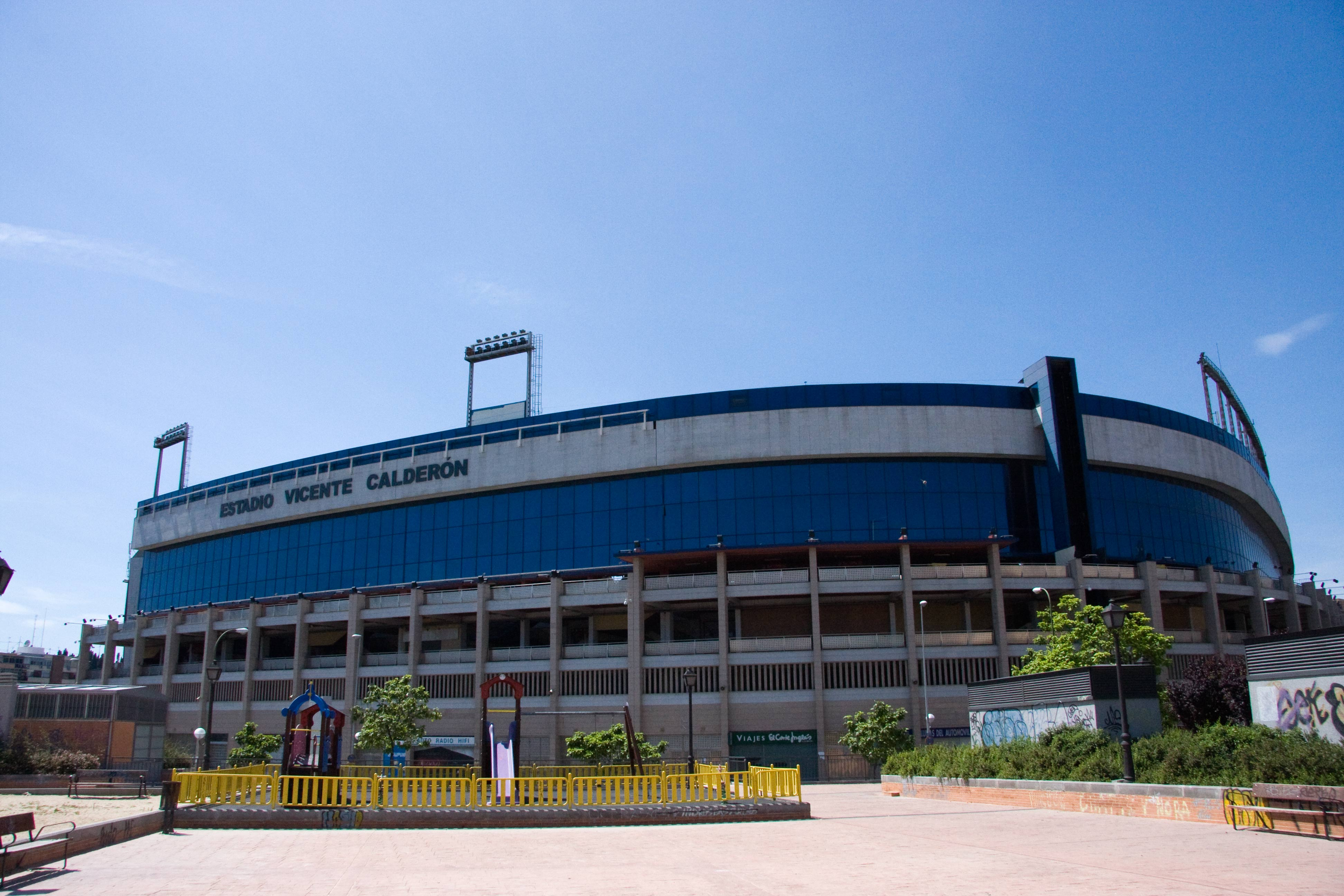
Stadionul Vicente Calderón

Vicente Calderón a fost regulat gazdă a meciurilor internaționale a selecționatei Spaniei.
În 2019 s-a început demolarea acestuia, în locul său urmând să se construiască un complex rezidențial.